# 大洋洲篮球协会
大洋洲篮球联合会（英語：FIBA Oceania）是國際籃球總會中的一个区域性组织，共有21个大洋洲国家和地区是其成员国。

## 國家隊
| - 美属萨摩亚 - 庫克群島 - 密克羅尼西亞聯邦 - 斐济 - 關島 | - 基里巴斯 - 马绍尔群岛 - 瑙鲁 - 新喀里多尼亞 - 新西兰 | - 诺福克岛 - 帛琉 - 萨摩亚 | - 所罗门群岛 - 法屬玻里尼西亞 |

## 前2名的大洋洲籃球隊
| 世界排名 | 球隊   | 積分 |
| -------- | ------ | ---- |
| 9        | C      | 234  |
| 19       | 新西兰 | 102  |

C 當前區域冠軍

## 賽事
- 大洋洲籃球錦標賽
- 大洋洲女子籃球錦標賽
- 大洋洲青年籃球賽 (U20)
- 大洋洲青年女子籃球賽 (U20)
- 大洋洲U19青年籃球錦標賽
- 大洋洲U19青年女子籃球錦標賽
- 大洋洲U17青年籃球錦標賽
- 大洋洲U17青年女子籃球錦標賽

## 外部連結
- FIBA Oceania官方網站 （页面存档备份，存于）
- NBL官方網站*（页面存档备份，存于）